# Teodechilda (mujer de Cariberto I)
Teodechilda o Thichilde, del germánico « Theut-hild » (fechas de nacimiento y muerte desconocidas) fue una reina franca del siglo VI.
En el 566, se convierte en la segunda esposa del rey franco de París Cariberto I, uno de los nietos de Clodoveo I. De este matrimonio habría nacido un hijo, muerto a edad temprana.
Se desconoce qué fue de ella tras la muerte de su marido en el 567.